# غندم بر
غندم بر هي قرية في مقاطعة كاشمر، إيران. يقدر عدد سكانها بـ 227 نسمة بحسب إحصاء 2016.